# Narodni dom di Pola

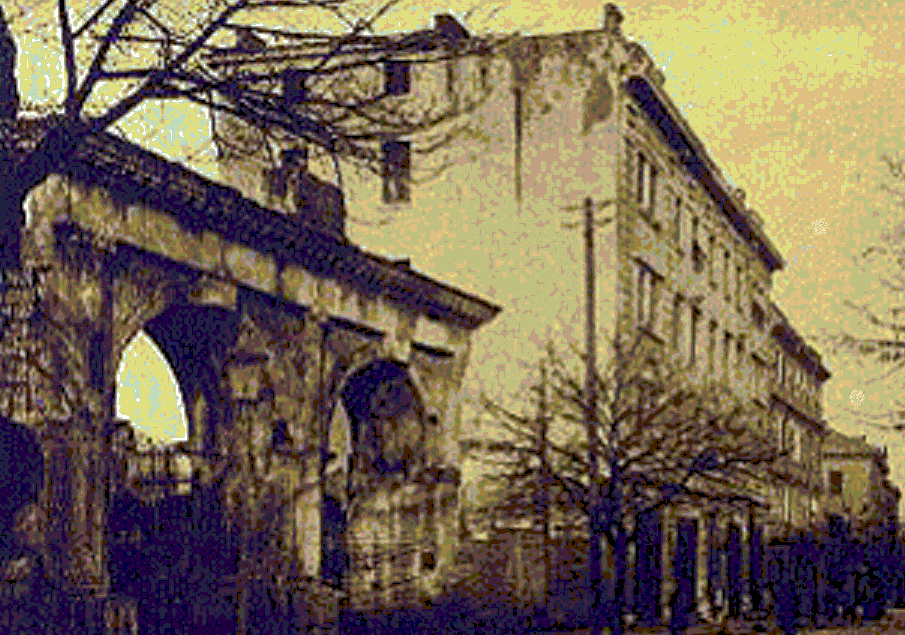
Il Narodni Dom di Pola prima dell'incendio

Il Narodni dom (Casa del Popolo in Croato) di Pola era un edificio polifunzionale collocato nel centro della ciità presso Porta Gemina. Di proprietà di una banca croata, la "Istarska Posujlnica", la struttura ospitava, nel cortile interno, un teatrino, al piano terra gli uffici dell'Istituto di credito, un ristorante, sale convegno e di lettura, e una fornita biblioteca e ai piani superiori uffici e appartamenti d'abitazione.
Il 14 luglio 1920, il giorno dopo l'incendio del Narodni Dom di Trieste da parte dei fascisti, fu anch'esso dato alle fiamme.

## Il contesto
Nella primavera e nell'estate del 1920, a più di un anno dalla fine della guerra, e dopo l'abbandono da parte italiana delle trattative di pace, le relazioni tra Regno d'Italia e Regno dei Serbi, Croati e Sloveni erano estremamente tese. 
La questione di Fiume era ancora aperta e le trattative tra i due Stati procedevano in un clima di veti e minacce reciproche. 
La Venezia Giulia si trovava sotto amministrazione civile italiana provvisoria, mentre la parte della Dalmazia promessa all'Italia dal patto di Londra si trovava sotto amministrazione militare italiana.
A Pola, già teatro il primo maggio di scontri tra manifestanti per la festa del lavoro e militari che avevano lasciato sul campo 4 morti e decine di feriti, a valle dei cosiddetti fatti di Spalato e della devastazione dell'analoga struttura triestina avvenuta il giorno prima ad opera dei fascisti, il 14 luglio 1920 il locale Narodni Dom fu oggetto di una perquisizione disposta dal Brigadiere dei Carabinieri Vincenzo Ferrara durante la quale furono trovati  apparecchi ottici, armi e carte geografiche. 

## L'incendio
La notizia dei ritrovamenti si diffuse e in serata gli aderenti al Fascio di combattimento cittadino, affiancati da Carabinieri e Ufficiali secondo quanto affermato dall'onorevole Vella in una sua successiva interrogazione parlamentare, mossero sul Narodni Dom.
La struttura era stata posta sotto la protezione degli Arditi dell'11 Reggimento Bersaglieri, ma tale difesa si dimostrò inefficace, anzi, secondo alcune fonti i Bersaglieri avrebbero avuto un ruolo primario nell'assalto, aprendo il fuoco contro l'edificio, scardinando il portone e irrompendovi per primi all'interno.
L'assalto, come quello avvenuto il giorno prima a Trieste, si concluse con l'incendio della struttura, cui non si sottrassero nemmeno i locali e gli arredi dei residenti, l'avv. Skaljer e la famiglia Zangrando.
Diversamente da quanto successo a Trieste non si dovettero lamentare morti.

## Dopo l'incendio

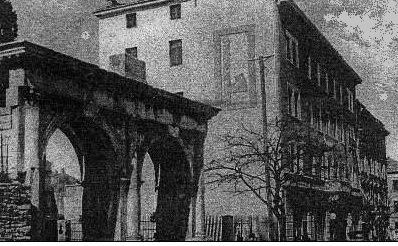
Il Narodni Dom riadattato a Casa del Fascio

A Pola le violenze reciproche proseguirono nel corso dell'estate.
Il 21 settembre Mussolini rivendicò orgogliosamente gli incendi delle Case del Popolo di Trieste e Pola in un discorso incendiario al teatro Politeama Cescutti di Pola.
Tre giorni dopo il Brigadiere Ferrara (l'organizzatore della perquisizione del Narodni Dom) venne assassinato nel corso di una operazione ai danni dei giovani socialisti convenuti nei pressi della tipografia del giornale "Proletario".
Il giorno stesso le squadre fasciste agli ordini di Luigi Bilucaglia reagirono incendiando la Camera del lavoro e la tipografia del  giornale "Proletario", distruggendone la redazione e l'amministrazione e devastando i Circoli di studi sociali delle Baracche e di Montegrande.
Quello che rimaneva del Narodni Dom di Pola fu assegnato dall'Opera Nazionale Combattenti, preposta all'alienazione dei beni dei "sudditi ex nemici" incamerati nel Demanio dello Stato al partito fascista locale, che ne fece la nuova sede della Casa del Fascio a partire dal 1925.